# ロワジールホテル那覇
ロワジールホテル那覇（ロワジールホテルなは、Loisir Hotel Naha）は、沖縄県那覇市の三重城跡付近にあるリゾートホテル。本館、イースト館など二つの建物から成る。イースト館は東洋建設が建築を行った。

## 概要
客室はスイートルームを合わせて全551室と県内最大規模を誇る他、大小8の宴会場がある。宴会場「天妃」とバンケットルーム「天色」は県内の宴会場で有数の広さを誇る。「天色」は沖縄の風景をイメージとした構造になっている。
那覇で数少ない温泉である「三重城温泉　島人の湯」が施設内に併設されている。温泉の成分は800年前に化石海水が地熱で熱せられたものである。沖縄の玄関口である那覇空港にも近距離にある。
隣接する別館の7階以上に位置する「ロワジール スパタワー 那覇」は別ホテルの扱いだが、宿泊者は「島人の湯」を無料で利用できる。

## 沿革
1993年で「ロワジール・ホテルズ沖縄」として開業。2006年にはソラーレ ホテルズ アンド リゾーツの傘下に入り、翌年に「ロワジールホテル　那覇」ヘ名称変更。2013年には隣接していたホテル「チサンリゾート　那覇」を「別館/イースト館」として合併。
2018年に別館の客室を増設し、2021年に全館改装した上で、温泉を「三重城温泉　島人の湯」に名称変更した。

## 客室
- 4階 - 11階　スーペリアツイン、和室
- 4階 - 12階　デラックスツイン
- 10階　コンフォートスイート
- 11階　エグゼクティブスイート
- ロワジールコーナーキング
- ビューバスコーナーキング
- スイートルーム
- パノラミックコーナーキング
- エグゼクティブツイン
- エグゼクティブキング

## 館内施設

### 料飲施設
オールデイダイニング・フォンテーヌ
1階に位置ブッフェレストラン。
琉球ダイニング・花風
2階に位置する沖縄料理・中華料理レストラン。
サンセットテラス・パピヨン
1階に位置するプールサイドにあるバーベキューレストラン。
バー・プラネート
最上階に位置するバーラウンジ。

### 温泉
- 源泉名：三重城温泉　島人の湯
- 泉質：含ヨウ素ーナトリウムー塩化物泉
  - ph：7.3[3]
  - 泉温：40.9℃
  - 湧出量：毎分442ℓ[4]
- 設備：内風呂、露天風呂、サウナ、全身シャワールーム、マッサージルーム[5]。

## アクセス
- 車：那覇空港より車で約7分。
- 鉄道：沖縄都市モノレール線旭橋駅より車で約5分又は徒歩15分[6]。